# Cardiff Rugby
Cardiff Rugby (wal. Rugby Caerdydd, do 2021 pod nazwą Cardiff Blues) – jeden z czterech profesjonalnych klubów rugby union w Walii. Drużyna występuje w lidze United Rugby Championship, a swoje spotkania rozgrywa w Cardiff na Cardiff Arms Park. Zespół jest własnością Cardiff Rugby Football Club.

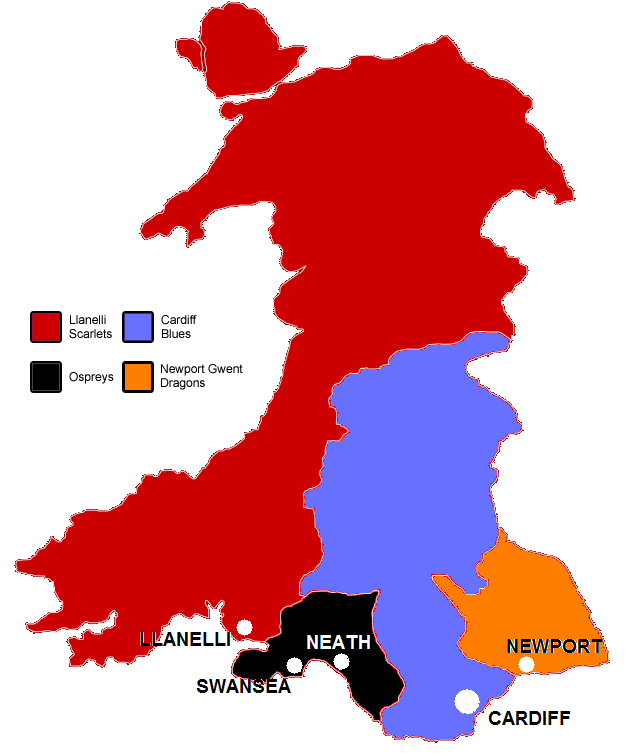
Walijskie drużyny z podziałem na regiony – obszar podporządkowany Cardiff Blues w kolorze niebieskim

## Podporządkowany region
Klub Cardiff Blues powstał w 2003 w wyniku reorganizacji systemu klubów rugby w Walii i utworzenia sieci klubów regionalnych. Cardiff Blues przydzielono część terytorium Walii, na którym klub ów odpowiada za promocję rugby oraz rozwój lokalnych talentów. W ramach tej działalności klub współpracuje z regionalnymi drużynami. Do tego terenu należą: miasto Cardiff, Vale of Glamorgan, Rhondda Cynon Taf, Merthyr Tydfil oraz południowy Powys.
W 2021 klub zmienił nazwę z Cardiff Blues na Cardiff Rugby.

## Stadion
Początkowo klub rozgrywał swoje mecze na Cardiff Arms Park, choć przy meczach o większą stawkę korzystał z Millennium Stadium. Od roku 2009 klub zaczął rozgrywać swoje mecze na Cardiff City Stadium, jednak z powodów problemów finansowych po kilku latach postanowił powrócić na swój stadion o mniejszej pojemności i mniejszych kosztach utrzymania.

## Największe osiągnięcia

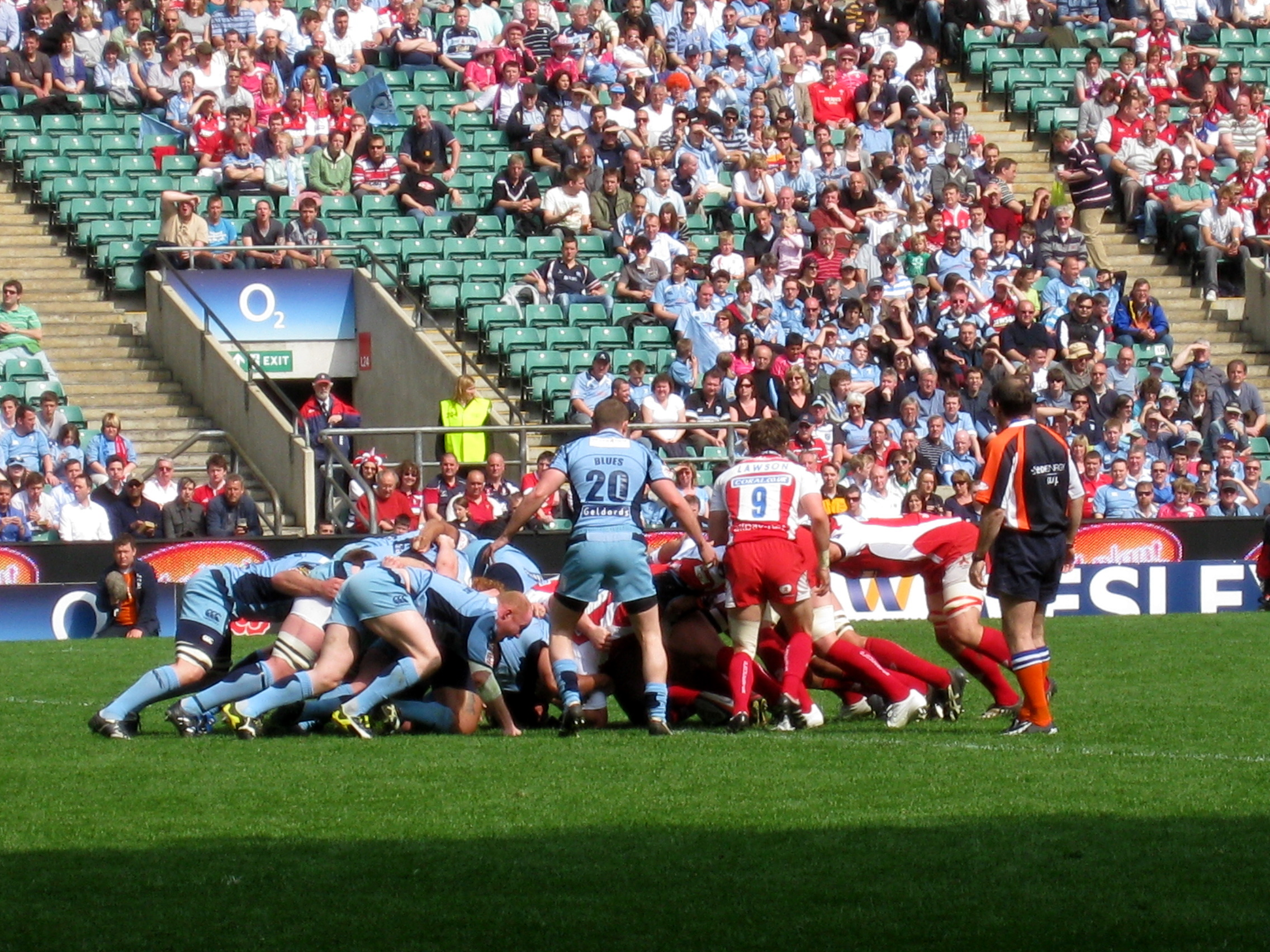
Macz przeciwko Gloucester

- European Rugby Champions Cup: 1 półfinał (w sezonie 2008/2009)
- European Rugby Challenge Cup: 2 zwycięstwa (w sezonach 2009/2010 i 2017/2018)
- Puchar Angielsko-Walijski: 1 zwycięstwo (w sezonie 2008/2009)